# Flink
Flink (lançado na América do Norte como The Misadventures of Flink) é um jogo de plataforma em 2D desenvolvido pela Psygnosis, publicado pela Sony Imagesoft e lançado em 1994.[carece de fontes?]
As versões de Amiga CD32 e Sega CD, por utilizarem mídias de CD-ROM para armazenamento possuem fases maiores, gráficos mais detalhados e maior qualidade sonora enquanto que a versão de Mega Drive é mais compacta.
Flink é um dos poucos títulos de Amiga CD32 que não foi lançado para sistema de computador pessoal Amiga (de onde o hardware do CD32 é baseado). A maioria dos títulos lançados para CD32 são essencialmente as versões desenvolvidas para computadores pessoais Amiga, utilizando de pequenas vantagens do CD-ROM, CD áudio e/ou sequências FMV.
Os criadores, Erwin Kloibhofer e Henk Nieborg, ex-membros da Thalion, são também responsáveis pelos jogos The Adventures of Lomax (um jogo de plataforma com um estilo gráfico similar) e Lionheart. Sua arte gráfica e jogabilidade é muito similar à um game de outra produtora da plataforma concorrente (SNES), o The Magical Quest Starring Mickey Mouse de 1992.

## Desenvolvimento
Apesar de ser mostrado nos créditos finais que levaram 9 meses pra desenvolver o jogo, ele na verdade foi finalizado em 2 meses dos 9 que tinham disponíveis para tal. Possui 62 fases (incluindo telas contínuas separadas) com 94 táticas-de-inimigos diferentes mais 5 chefes inimigos, 10 feitiços e 13 ingredientes. A trilha sonora é composta por 13 músicas e possui aproximadamente 50 efeitos sonoros diferentes.
- O austríaco Erwin Kloibhofer, na época com 25 anos, foi o responsável por programar o sistema do jogo e a lógica dos inimigos, também desenvolvendo e criando o editor.

- O holandês Henk Nieborg, com 24 anos, foi responsável pela ideia, conceito, desenho de todos os gráficos, design e edição de todas as 62 fases.

- O inglês Greg Duddle, com 37 anos, foi o produtor e suporte financeiro.

- O alemão Matthias Steinwachs, de 33 anos, foi o compositor da trilha sonora e responsável por adaptar a trilha do Amiga CD32 para algo mais compacto no Mega Drive.

Outros membros da equipe, mas que não aparecem nos créditos finais, incluem:
- Tim Wright, responsável pelos efeitos sonoros.

- Phillip Morris, responsável pela coordenação de som.

- Mike Clarke e Martin Walker, responsáveis pelo driver de som.

- Dave Lowe, responsável pela música e SFX.[2]

- Mark Hillman, responsável pela arte da capa do jogo.[2]
- Mark Blewitt, responsável pelas relações públicas.
- Hesketh, responsável pela embalagem e design do manual.
- Mark Day, responsável pela embalagem e manual de palavras.
- Paul Charsley, Lol Scragg, Jeff Culshaw e Paul Evason, responsáveis por testar o jogo.

Segundo Henk Nieborg "O Flink foi nosso primeiro esforço na frente do console. Todo o progresso do desenvolvimento foi muito tranquilo e levou apenas dois meses para completar. Infelizmente, o mercado de Megadrive caiu quando acabamos e o Flink, portanto, era pouco comercializado. Flink obteve classificações muito altas na imprensa. De qualquer forma, Flink nos deu a oportunidade exclusiva de desenvolver o Lomax para o Sony Playstation."

## Enredo
O jogo é ambientado em Imagica (um mundo de fantasia), onde você controla Flink, um aprendiz de mago capaz de criar feitiços. O mago maligno Wicked Wainwright capturou os quatro anciãos e cabe a Flink libertá-los e derrotar Wicked Wainwright.
A qualquer momento que o jogo é pausado Flink pode combinar três ingredientes para criar os feitiços. Os ingredientes e as poções podem ser coletados ao longo do jogo. Geralmente eles estão escondidos em baús de tesouro ou são carregados pelo inimigo Comerciante Viking, que além de poção e ingrediente também pode carregar um pergaminho de feitiço. As receitas dos feitiços estão contidas nos pergaminhos, que podem ser dados ao Flink quando resgata os anciões ou quando derrota um Comerciante Viking que esteja carregando o pergaminho.
Semelhante aos jogos do Sonic, quando Flink é atingido, ele perde toda a sua energia mágica e tem tempo limitado para pegá-lo novamente. Se ele for atingido sem ter energia mágica, ele perde uma vida.
Existem 10 feitiços diferentes no jogo (alerta de spoiler):
| Feitiço         | Ingredientes                 | Efeito |
| --------------- | ---------------------------- | --- |
| Quick-Grow      | folha, pena, anel de prata   | permite que um tipo de planta específico cresça enquanto Flink está em cima dela, permitindo que ele acesse áreas escondidas. |
| Magic Key       | não é necessário             | abre baús trancados |
| Lightning Bolts | dois anéis de diamante, pena | |
| Demon           | anel de ouro, espelho, colar | cria um homúnculo que lhe ajudará contra os inimigos                                                                          |
| Spirit Bomb     | pena, anel de ouro, folha    | |
| Shrink          | espelho, colar, amuleto      | encolhe o Flink para que ele possa entrar na Grande Árvore                                                                    |
| Dust Devil      | folha, anel de prata, pena   | |
| Ghost           | crânio, dente, raiz mágica   | |
| Shield          |                              | |
| Plataform       | pena, olho de tigre, pena    | |

## Recepção
Flink foi lançado apenas na Europa para Mega Drive, na Europa e América do Norte para Sega CD e nunca chegou a ser lançado no Japão. A versão Amiga CD32 foi lançada em 1995 na Europa, custando cerca de 25£.
De acordo com a Nieborg, apesar da recepção positiva da crítica especializada, o jogo foi sub-comercializado, pelo fato da market share da Sega na época estar em baixa.
Segundo a revista Next Generation, que deu uma nota de 3 de 5: "O jogo usa os mesmos princípios básicos de jogos de plataforma, como o Super Mario Bros., mas a mecânica para lançar feitiços dá um toque original. "Flink é perigosamente próximo de ser tão genérico que seu cérebro começa a sangrar, mas o jogo ainda apresenta toques inventivos, detalhes e gráficos coloridos e afiados que, no resultado final, os aspectos positivos superam os negativos"." Já segundo a revista GamePro "A qualidade da jogabilidade, gráficos e som são sólidos, mas o estilo é insuportavelmente "fofinho", agradável apenas "para um público que pensa que o Mickey Mouse é muito adulto"."

## Prêmios
GameFan 1994 (Vol. 3, Iss. 4) - Melhor jogo de ação/plataforma de Sega CD

## Ligações Externas
- (em inglês) Flink no Abime.net
- (em inglês) Site do Henk Nieborg
- (em alemão) Site do Matthias Steinwachs
- (em inglês) Site não-oficial sobre publicações da Psygnosis